# Красный скорпион 2
«Красный скорпион 2» (англ. Red Scorpion 2) — американский боевик 1995 года, продолжение фильма «Красный скорпион».

## Сюжет
В Лос-Анджелесе появилось и быстро укрепляет свои позиции крайне правое движение фашистского толка, вынашивающее планы мирового господства. Его лидер, одержимый жаждой власти маньяк Кендрик (Джон Сэвидж) организует расстрелы цветных эмигрантов. Для него из музея похитили копьё, которым по преданию римский легионер убил на кресте Иисуса Христа. Это копьё, принадлежавшее в своё время Муссолини и Гитлеру, должно стать символом новой власти. Правительство предпринимает попытку внедрить в него одного из лучших агентов спецслужб — Ника Стоуна.
Это задание оказывается очень опасным: первая же попытка едва не стоит жизни Нику и его подразделению. В результате руководство решается на чрезвычайные меры: за подготовку команды Ника берется бывший агент КГБ Григорий.
Тренировки проходят успешно, и Григорий организует торжественную церемонию приема в Общество Красного Скорпиона и наносит всем спецназовцам соответствующие татуировки. Но даже и после столь тщательной подготовки их миссия остается практически невыполнимой… Но для «красных скорпионов» нет ничего невозможного!

## Отзывы кинокритиков
Дэвид Стрэттон, обозреватель Variety, в своей рецензии назвал фильм «обыкновенным боевиком» с «типичными персонажами» и традиционным делением действующих лиц на «хороших и плохих парней», а сюжет его описал как «безостановочные драки, взрывы, перестрелки и полный беспорядок, которого достаточно, чтобы умеренно осчастливить поклонников экшна».
Дж. Тэйлор, критик Entertainment Weekly, отозвался о «Красном скорпионе 2» с пренебрежением. По его словам, это «просто попытка сделать из названия фильма франшизу».

## В ролях
- Мэтт МакКолм — Ник Стоун
- Майкл Айронсайд — полковник Уэст
- Джон Сэвидж — Эндрю Кендрик
- Дженнифер Рубин — Сэм Гиннесс
- Пол Бен-Виктор — Винс д’Анджело
- Майкл Коверт — Билли Райан
- Реал Эндрюс — Уинстон Поуэлл
- Данкан Фрэйзер — мистер Бенджамин
- Джордж Тулиатос — Грегори